# Angrogna
Angrogna là một đô thị ở tỉnh Torino trong vùng Piedmont, có vị trí cách khoảng 45 km về phía tây nam của Torino, nước Ý.
Angrogna giáp các đô thị: Perrero, Prali, Pramollo, San Germano Chisone, Prarostino, Villar Pellice, Bricherasio, Torre Pellice, và Luserna San Giovanni.